# Bahnstrecke Schwebda–Wartha
| |                                             |                                       |                                       |
| Streckennummer (DB): | 524 (1981)                                  |                                       |                                       |
| Streckennummer: | 3931 Schwebda–Treffurt 3933 Treffurt–Wartha |                                       |                                       |
| Kursbuchstrecke: | 171a (1934) 192i (Schwebda – Heldra 1946)   |                                       |                                       |
| Streckenlänge: | 45,9 km                                     |                                       |                                       |
| Spurweite: | 1435 mm (Normalspur)                        |                                       |                                       |
| |                                             |                                       |                                       |
| \| \| \| von Eschwege \| \| \| \| 0,00 \| Schwebda \| Schwebda \| \| \| \| nach Leinefelde \| \| \| \| 3,10 \| Frieda \| Frieda \| \| \| 7,40 \| Wanfried \| Wanfried \| \| \| 8,10 \| Wanfried-Spinnhütte \| Wanfried-Spinnhütte \| \| \| 11,20 \| Altenburschla \| Altenburschla \| \| \| 12,40 \| Strecke verläuft 320 m auf der \| Strecke verläuft 320 m auf der \| \| \| 12,70 \| Landesgrenze Thüringen–Hessen \| Landesgrenze Thüringen–Hessen \| \| \| 12,90 \| Großburschla \| Großburschla \| \| \| 14,10 \| Heldra \| Heldra \| \| \| 15,30 \| ehemalige Direktionsgrenze RBD Erfurt \| ehemalige Direktionsgrenze RBD Erfurt \| \| \| \| Landesgrenze Hessen–Thüringen \| \| \| \| \| von Mühlhausen \| \| \| \| 16,60 \| Treffurt \| Treffurt \| \| \| 21,68 \| Falken \| Falken \| \| \| \| Werra \| \| \| \| 26,31 \| Frankenroda \| Frankenroda \| \| \| \| Werra \| \| \| \| \| Werra \| \| \| \| 30,60 \| Mihla \| Mihla \| \| \| 33,58 \| Buchenau (Werra) (ab 1925) \| Buchenau (Werra) (ab 1925) \| \| \| ca. 34,5 \| Ebenau (1915–1925) \| Ebenau (1915–1925) \| \| \| \| Werra \| \| \| \| 38,92 \| Creuzburg (Werra) \| Creuzburg (Werra) \| \| \| 42,93 \| Pferdsdorf (Werra) \| Pferdsdorf (Werra) \| \| \| \| von Halle (Saale) \| \| \| \| 45,90 \| Wartha (Werra) \| Wartha (Werra) \| \| \| \| nach Bebra \| \| |                                             |                                       |                                       |
| Strecke (außer Betrieb) |                                             | von Eschwege                          | von Eschwege                          |
| Bahnhof (Strecke außer Betrieb) | 0,00                                        | Schwebda                              | Schwebda                              |
| Abzweig geradeaus und nach links (Strecke außer Betrieb) |                                             | nach Leinefelde                       | nach Leinefelde                       |
| Bahnhof (Strecke außer Betrieb) | 3,10                                        | Frieda                                | Frieda                                |
| Bahnhof (Strecke außer Betrieb) | 7,40                                        | Wanfried                              | Wanfried                              |
| Haltepunkt / Haltestelle (Strecke außer Betrieb) | 8,10                                        | Wanfried-Spinnhütte                   | Wanfried-Spinnhütte                   |
| Bahnhof (Strecke außer Betrieb) | 11,20                                       | Altenburschla                         | Altenburschla                         |
| Grenze (Strecke außer Betrieb) | 12,40                                       | Strecke verläuft 320 m auf der        | Strecke verläuft 320 m auf der        |
| Grenze (Strecke außer Betrieb) | 12,70                                       | Landesgrenze Thüringen–Hessen         | Landesgrenze Thüringen–Hessen         |
| Bahnhof (Strecke außer Betrieb) | 12,90                                       | Großburschla                          | Großburschla                          |
| Bahnhof (Strecke außer Betrieb) | 14,10                                       | Heldra                                | Heldra                                |
| Grenze (Strecke außer Betrieb) | 15,30                                       | ehemalige Direktionsgrenze RBD Erfurt | ehemalige Direktionsgrenze RBD Erfurt |
| Grenze (Strecke außer Betrieb) |                                             | Landesgrenze Hessen–Thüringen         | Landesgrenze Hessen–Thüringen         |
| Abzweig geradeaus und von links (Strecke außer Betrieb) |                                             | von Mühlhausen                        | von Mühlhausen                        |
| Bahnhof (Strecke außer Betrieb) | 16,60                                       | Treffurt                              | Treffurt                              |
| Bahnhof (Strecke außer Betrieb) | 21,68                                       | Falken                                | Falken                                |
| Brücke über Wasserlauf (Strecke außer Betrieb) |                                             | Werra                                 | Werra                                 |
| Bahnhof (Strecke außer Betrieb) | 26,31                                       | Frankenroda                           | Frankenroda                           |
| Brücke über Wasserlauf (Strecke außer Betrieb) |                                             | Werra                                 | Werra                                 |
| Brücke über Wasserlauf (Strecke außer Betrieb) |                                             | Werra                                 | Werra                                 |
| Bahnhof (Strecke außer Betrieb) | 30,60                                       | Mihla                                 | Mihla                                 |
| Haltepunkt / Haltestelle (Strecke außer Betrieb) | 33,58                                       | Buchenau (Werra) (ab 1925)            | Buchenau (Werra) (ab 1925)            |
| Haltepunkt / Haltestelle (Strecke außer Betrieb) | ca. 34,5                                    | Ebenau (1915–1925)                    | Ebenau (1915–1925)                    |
| Brücke über Wasserlauf (Strecke außer Betrieb) |                                             | Werra                                 | Werra                                 |
| Bahnhof (Strecke außer Betrieb) | 38,92                                       | Creuzburg (Werra)                     | Creuzburg (Werra)                     |
| Bahnhof (Strecke außer Betrieb) | 42,93                                       | Pferdsdorf (Werra)                    | Pferdsdorf (Werra)                    |
| Abzweig ehemals geradeaus und von links |                                             | von Halle (Saale)                     | von Halle (Saale)                     |
| Dienststation / Betriebs- oder Güterbahnhof | 45,90                                       | Wartha (Werra)                        | Wartha (Werra)                        |
| Strecke |                                             | nach Bebra                            | nach Bebra                            |

Die Bahnstrecke Schwebda–Wartha, auch Werratalbahn oder Werratal-Eisenbahn genannt, war eine 45,90 km lange Strecke von Schwebda an der Kanonenbahn über Treffurt, wo im Bahnhof Treffurt Anschluss an die Bahnstrecke Mühlhausen–Treffurt (Vogteier Bimmelbahn) bestand, zum Bahnhof Wartha (Werra) an der Bahnstrecke Halle–Bebra.

## Geschichte
Der Wunsch nach einer Eisenbahnverbindung zwischen Eschwege und Eisenach entstand in den 1880er Jahren. Um diesem Ansinnen Nachdruck zu verleihen konstituierte sich am 28. Dezember 1882 in Eisenach ein Eisenbahnkomitee, an dem vor allem Industrielle der Region beteiligt waren, und veröffentlichte im August 1883 eine Denkschrift, die sich für eine Schienenverbindung zwischen den beiden Städten aussprach. Zu dieser Zeit war die Verbindung von Eschwege nach Treffurt bereits projektiert, für den weiteren Verlauf nach Eisenach wurden verschiedene Varianten eruiert, wie die Trasse zwischen Treffurt und Creuzburg und zwischen Creuzburg und Eisenach zu führen sei. So enthielt die Denkschrift auch eine Trassenführung von Creuzburg über Krauthausen und Stregda direkt nach Eisenach. Letztlich entschied man sich für eine längere, wegen zahlreicher Flussquerungen aufwändige Streckenführung entlang der Werra von Treffurt aus über Frankenroda, Mihla, Creuzburg und Anbindung an die Thüringer Bahn bei Hörschel.
Der Preußische Landtag beschloss 1894 den Bau der Verbindung Eschwege–Wanfried–Treffurt. Daraufhin erhielt auch in Sachsen-Weimar-Eisenach die Diskussion um die Verbindung zwischen Eisenach und Treffurt neuen Schwung und wurde 1898 beschlossen. Baubeginn im Abschnitt Schwebda–Treffurt war am 17. Oktober 1900. Nach eineinhalbjähriger Bauzeit wurde die Strecke am 1. Mai 1902 feierlich eröffnet.
Für die Bahnstrecke von Hörschel nach Treffurt bedurfte es eines Staatsvertrages zwischen dem Königreich Preußen, dem Großherzogtum Sachsen-Weimar-Eisenach und dem Herzogtum Sachsen-Gotha, deren Territorien von der Bahnlinie berührt wurden. Der Vertrag wurde im Dezember 1900 veröffentlicht. Die Baukosten für diesen Abschnitt wurden auf 3,175 Mio. Mark veranschlagt. Die Vermessungsarbeiten begannen 1904, die Bauarbeiten im Sommer 1906. Für die Anbindung an die Thüringer Bahn bei Hörschel wurde nördlich von Wartha der Bahnhof Wartha (Werra) neu errichtet. Der 1902 eröffnete Bahnhof Treffurt wurde erweitert und erhielt unter anderem einen Wasserturm und siebenständigen Lokschuppen. Der Abschnitt Treffurt–Wartha wurde schließlich am 13. Oktober 1907 eröffnet.
Bereits bei Errichtung der Strecke hatte sich die Gemeinde Ebenau bei Creuzburg um einen Haltepunkt bemüht, 1915 wurde schließlich, nach langen Verhandlungen, zwischen Ebenau und Buchenau unweit der Werrabrücke der Haltepunkt Ebenau eröffnet, jeweils ca. einen Kilometer von den beiden Orten entfernt. Zehn Jahre später wurde dieser jedoch wieder aufgelassen, als am zum Industriestandort gewachsenen Buchenau ein neuer Haltepunkt eröffnet wurde.
Die Bahnstrecke brachte eine wirtschaftliche Belebung in die Region, um die Bahnhöfe in Mihla und Treffurt siedelten sich Gewerbebetriebe an, unter anderem zur Kiesgewinnung aus der Werra. Die Abschnitte bei Frankenroda sowie zwischen Buchenau und Mihla hatten von Beginn an mit Hangrutschungen zu kämpfen. In den letzten Betriebsjahren konnte der letztgenannte Abschnitt nur noch mit Schrittgeschwindigkeit befahren werden.
Am 1. April 1945 fuhr letztmals ein Zug auf dem Abschnitt zwischen Mihla und Falken. Dieser erreichte noch Falken, dann wurden vier der fünf Werrabrücken der Bahnlinie zwischen Creuzburg und Falken durch Sprengung zerstört. Deutsche Truppen wollten so in den letzten Tagen des Zweiten Weltkriegs die vorrückende US-Army aufhalten. Bei Creuzburg und Spichra wurde die Bahntrasse zudem schwer beschädigt; die Sprengung der Werrabrücke bei Ebenau konnte durch Mitarbeiter der Solvay-Sodawerke Buchenau verhindert werden.
Am 3. Juli 1945 wurde auch der Verkehr zwischen Heldra und Treffurt eingestellt, da hier seit Anfang Juli 1945 die Zonengrenze zwischen amerikanischer und sowjetischer Besatzungszone verlief. Vor dem Bahnhof Großburschla führte die verbliebene Strecke etwa 320 Meter auf der Zonen- bzw. ab 1949 innerdeutschen Grenze entlang. Durch Verhandlungen konnte aber erreicht werden, dass die Strecke hier befahrbar blieb und der Grenzzaun neben der Strecke errichtet wurde, so dass Heldra zum neuen Endpunkt der Strecke aus Richtung Eschwege wurde.
Für Falken und den Bahnhof Treffurt blieb nur noch der Eisenbahnverkehr von und nach Mühlhausen über die Bahnstrecke Mühlhausen–Treffurt übrig. Das Teilstück zwischen Treffurt und Falken wurde am 2. Mai 1949 offiziell gesperrt. Ende Mai 1952 wurde die Mühlhäuser Strecke bis Wendehausen verkürzt, da sie zwischen Wendehausen und Treffurt ein Stück über hessisches Gebiet verlief. Damit war Treffurt vom Eisenbahnverkehr abgeschnitten, die Gleisanlagen in Falken und Treffurt wurden noch 1952 demontiert, so dass sich auch die Frage eines Wiederaufbaus der Werrabrücken zwischen Mihla und Falken nicht mehr stellte.
Auf der verbliebenen Strecke vom Bahnhof Wartha nach Mihla wurde der fahrplanmäßige Verkehr im Juli 1945 wieder aufgenommen. Der Personenverkehr von Eisenach über Bahnhof Wartha nach Mihla und zurück wurde am 13. Mai 1962 eingestellt. Mit der Schließung des Solvay-Sodawerkes Buchenau endete 1968 auch der Güterverkehr auf der marode gewordenen Strecke. Unmittelbar danach begann der Rückbau der Gleis- und Nebenanlagen auf diesem Streckenabschnitt, der im August 1980 in der Sprengung und Demontage der Werrabrücke bei Ebenau gipfelte.
Auf hessischer Seite wurde am 12. August 1946, nach Wiederherstellung der Eisenbahnbrücke über die Werra in Eschwege, der Personenverkehr zwischen dem Bahnhof Eschwege und Heldra wiederaufgenommen. Das Verkehrsaufkommen erreichte aber bei weitem nicht mehr jenes der Vorkriegszeit. Das Teilstück zwischen dem Bahnhof Großburschla (das Dorf Großburschla lag jenseits der Grenze) und Heldra wurde am 2. Februar 1970 stillgelegt, nachdem der Personenverkehr zwischen Wanfried und Heldra bereits am 6. Juni 1966 eingestellt worden war.
Nachdem 1978 die Gleisanlagen zwischen Eschwege und dem Bahnhof Großburschla erneuert worden waren, wurde der Personenverkehr auf der Strecke Schwebda–Wanfried am 31. Mai 1981 beendet. Neben bescheidenem Güterverkehr von zuletzt 65 Waggons im Jahr kam es bis 1994 zu gelegentlichen Sonderfahrten. Ab 1. Dezember 1992 wurde die Strecke nur noch bis Wanfried bedient. Ein letzter Zug zum Abtransport von Museumswaggons fuhr am 30. Mai 1995 ab Wanfried und zum 31. Dezember 1995 erfolgte die offizielle Streckenstilllegung. Ab Sommer 1998 erfolgte der Rückbau der Strecke. Heute verläuft auf weiten Teilen der Trasse der Werratal-Radweg.

## Fahrzeugeinsatz
In den ersten Betriebsjahren kamen preußische Lokomotiven der Baureihen T3 und P 4 (Bauart Erfurt) zum Einsatz, nach Fertigstellung des Lokschuppens in Treffurt auch Maschinen der Gattungen T 11 und T12, welche als DRG-Baureihe 74 den Verkehr auf der Werratalbahn bis zum Ende des Zweiten Weltkrieges dominieren sollten. Bedient wurde die Strecke aus Richtung Eisenach bis Treffurt vom Bahnbetriebswerk Eisenach. Gelegentlich kamen auch Maschinen der Baureihen 56 (Preußische G 8) und 57 (Preußische G 10) zum Einsatz.
Nach dem Zweiten Weltkrieg setzte die Deutsche Reichsbahn auf dem Reststück Wartha-Mihla überwiegend Güterzuglokomotiven der Baureihe 58 (ehem. Preußische G 12) ein. Der Personenverkehr wurde zuletzt mit Schienenbussen abgedeckt. Ab 1958 kamen auch Akkutriebwagen der Baureihe DR 581/582 bis 615/616 aus dem Bahnbetriebswerk Gotha zum Einsatz.
Auf der Reststrecke Schwedba-Wanfried setzte die Deutsche Bundesbahn im Personenverkehr bis in die sechziger Jahre Lokomotiven der Baureihe 86 mit Altbau-Personenwaggons ein, die später durch Uerdinger Schienenbusse der DB-Baureihe VT 98 abgelöst wurden. Die letzte Dampflok, eine Baureihe 52, befuhr die Strecke am 2. Juni 1973. Danach wurde der Güterverkehr mit Dieselloks der Baureihen V 60 und 216 abgewickelt. Im Personenverkehr fuhren zuletzt werktäglich zwei Schienenbusse zwischen Eschwege und Wanfried.

## Bildergalerie

### Bahnhöfe

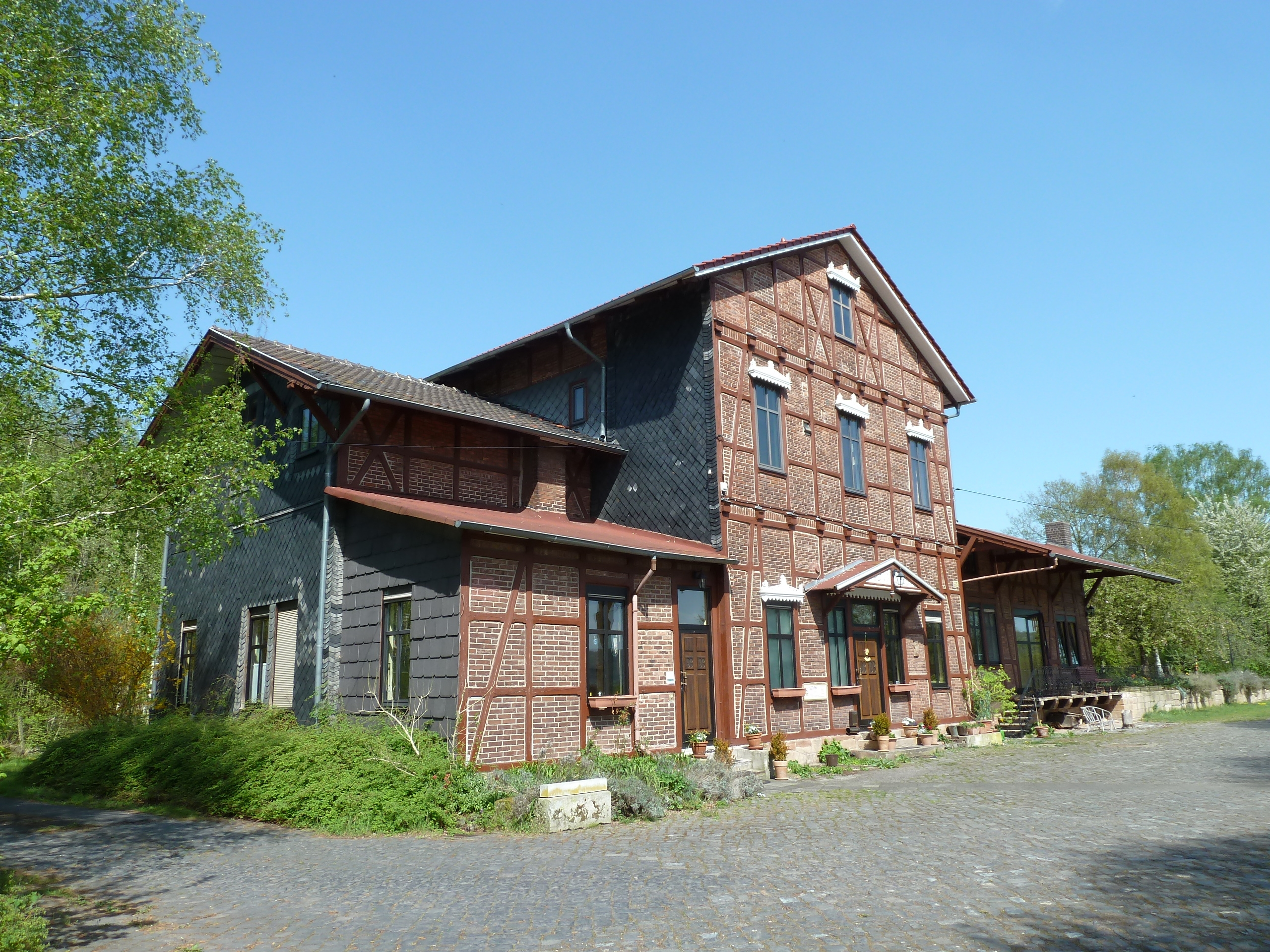
Ehemaliger Bahnhof Schwebda
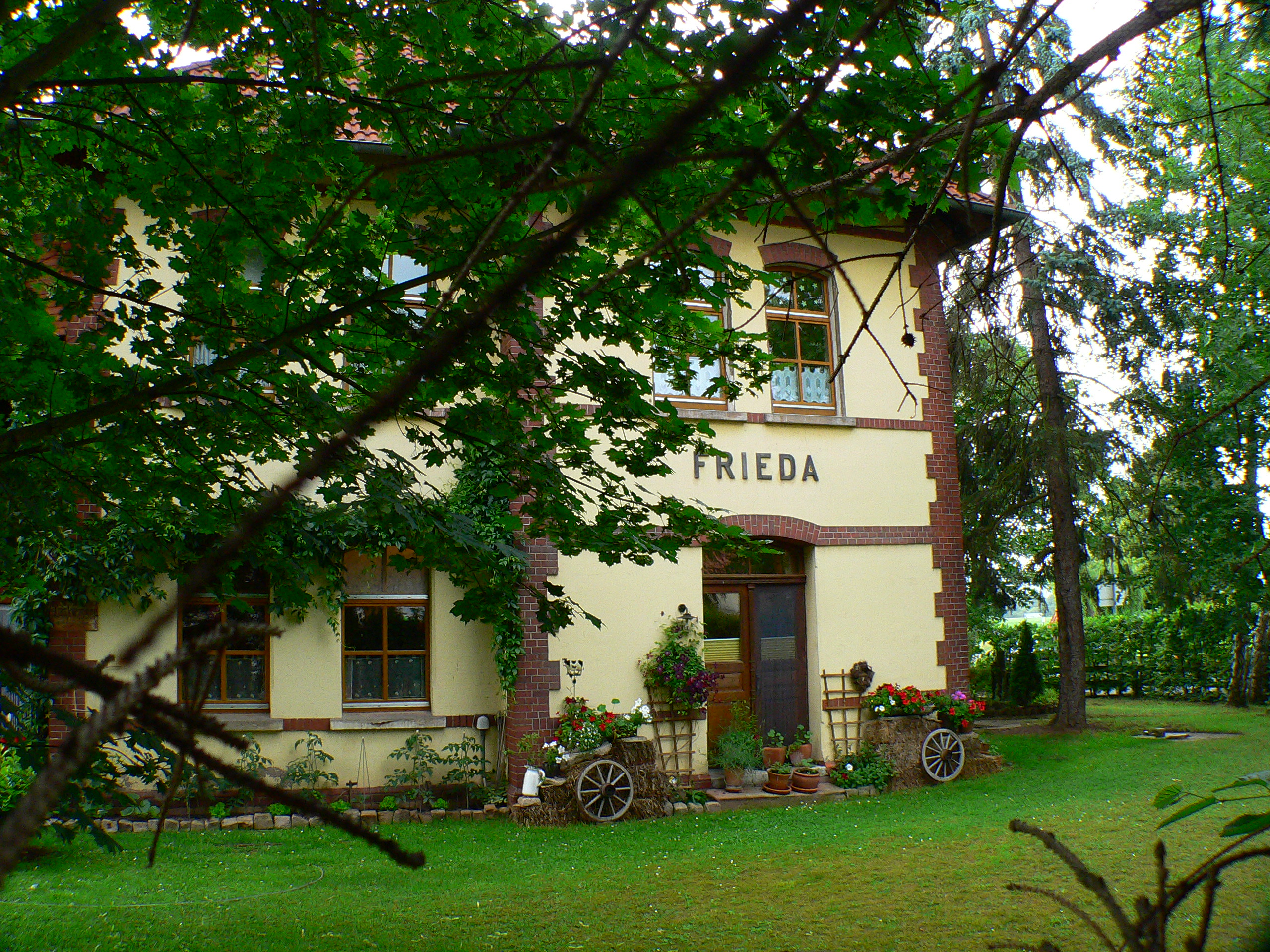
Ehemaliger Bahnhof Frieda
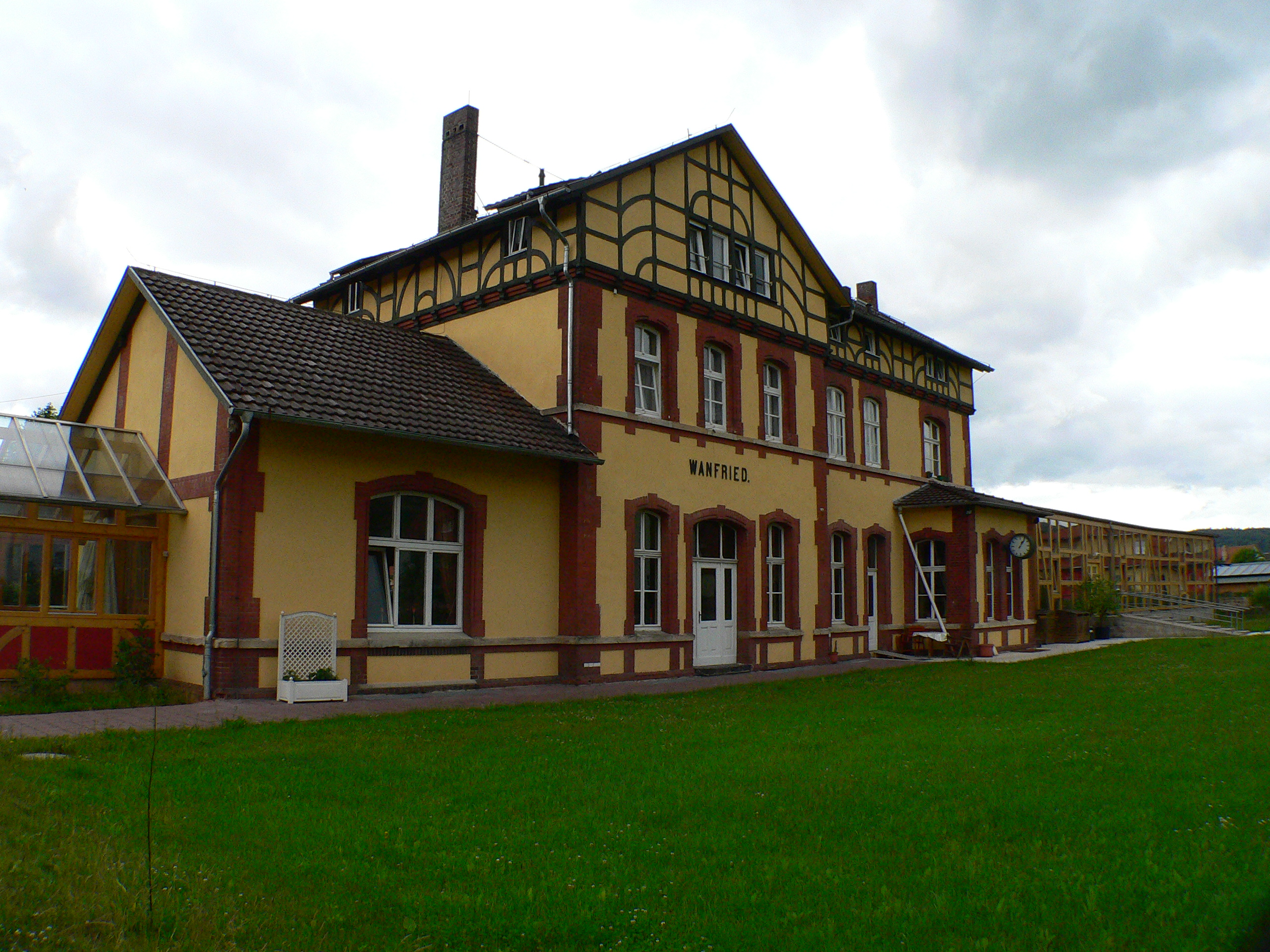
Ehemaliger Bahnhof Wanfried
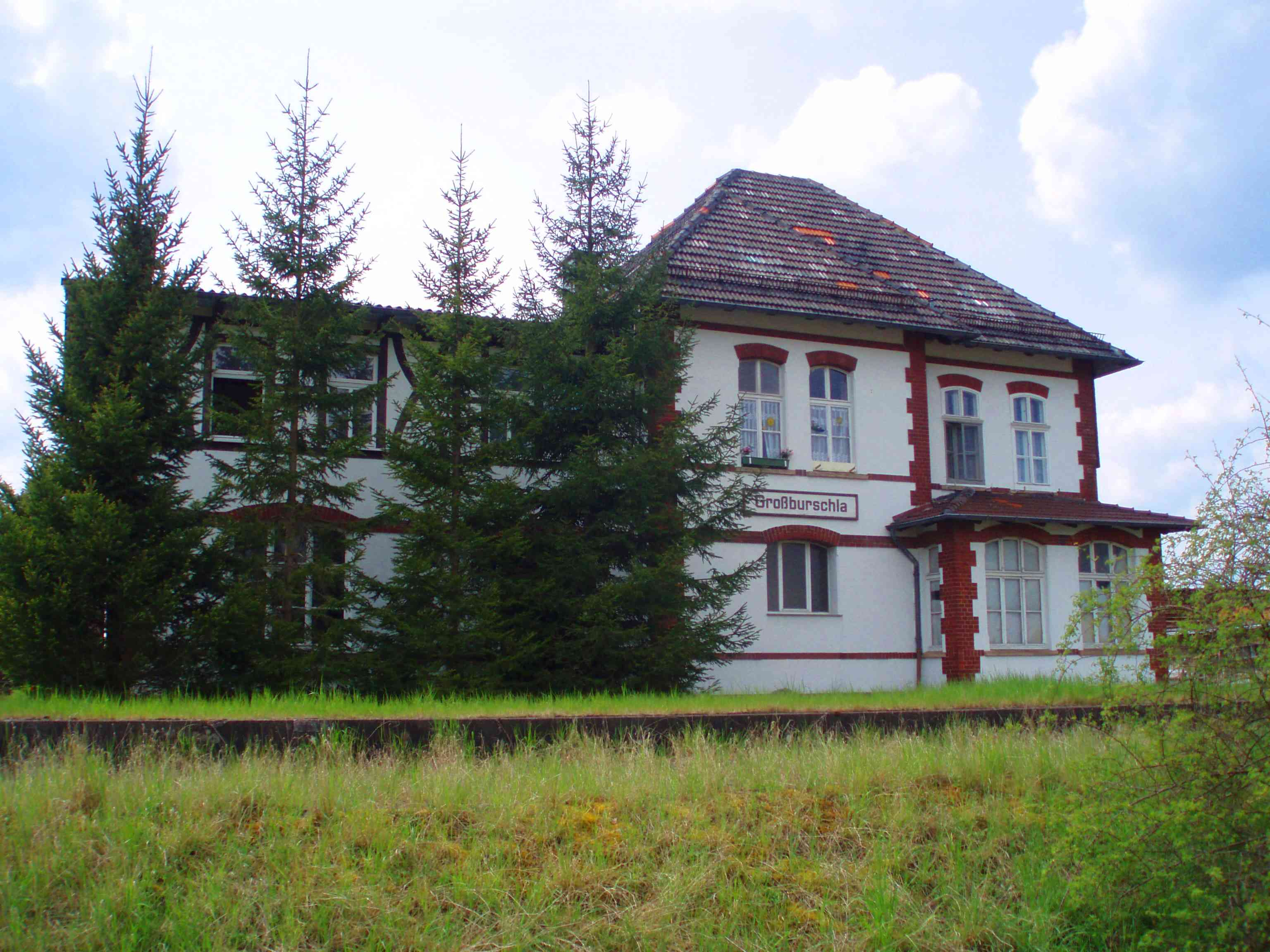
Ehemaliger Bahnhof Großburschla
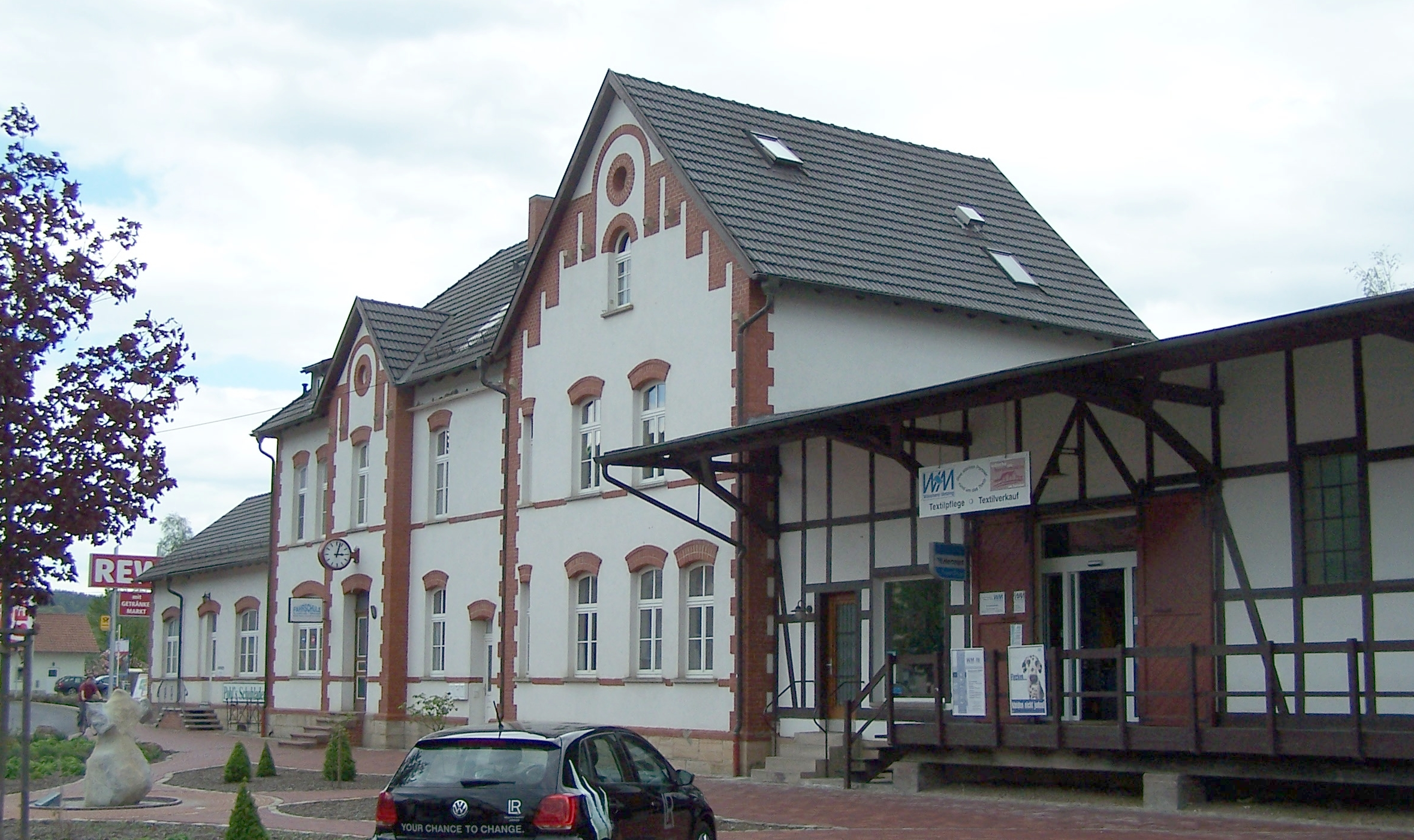
Ehemaliger Bahnhof Treffurt
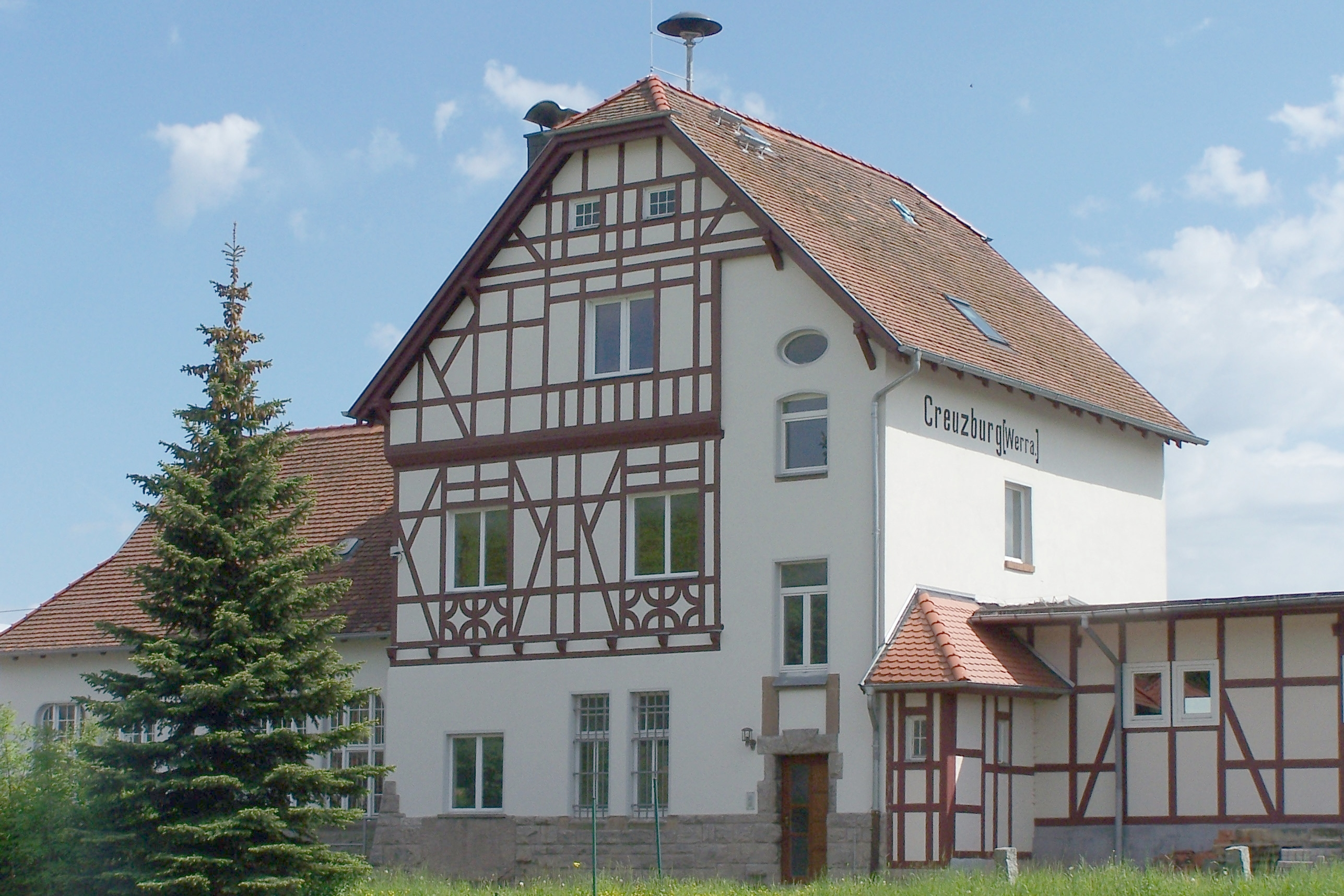
Ehemaliger Bahnhof Creuzburg

### Relikte

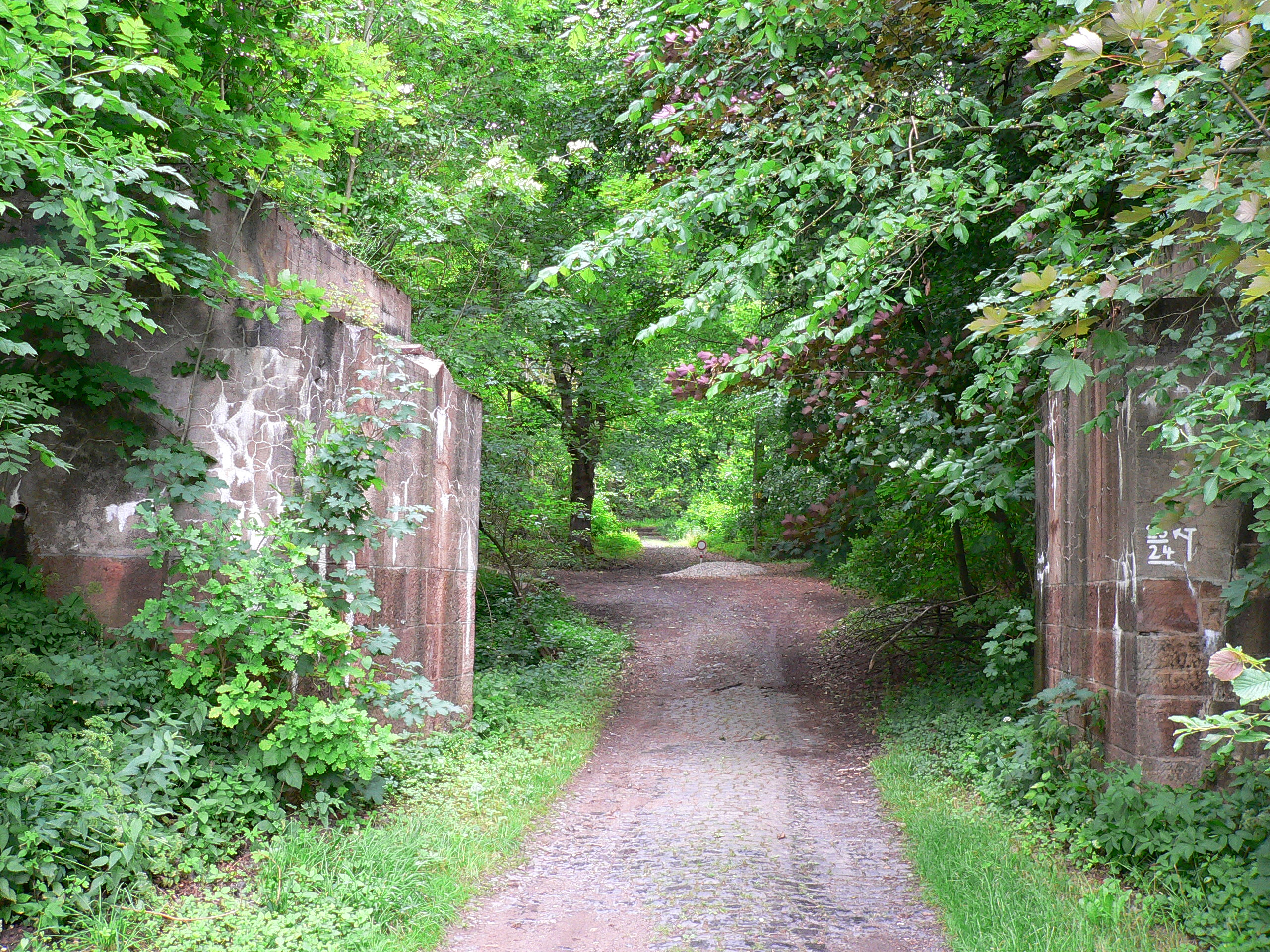
Ehemaliger Durchlass bei Schwebda
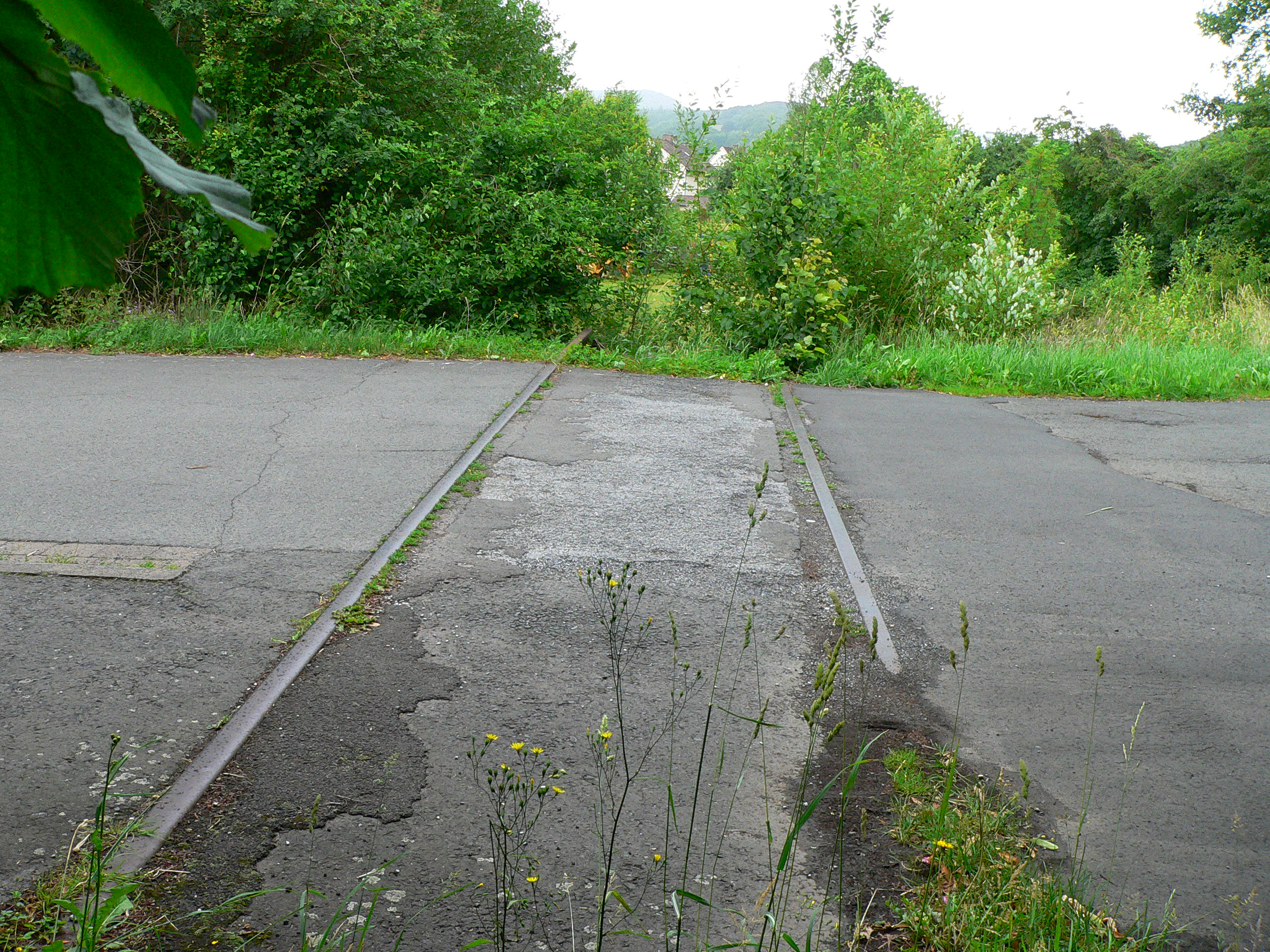
Gleisrelikt in Frieda
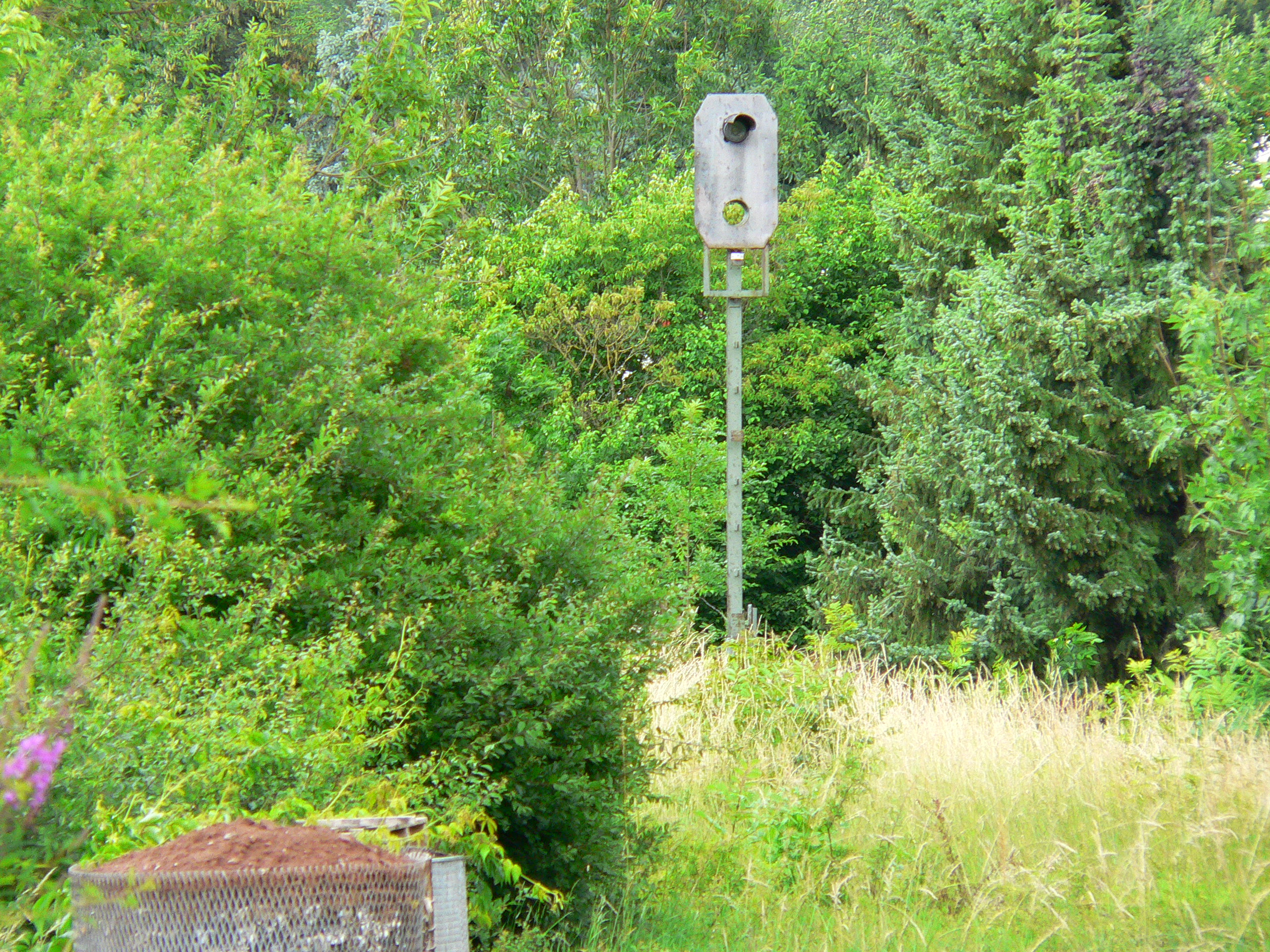
Signal in Frieda
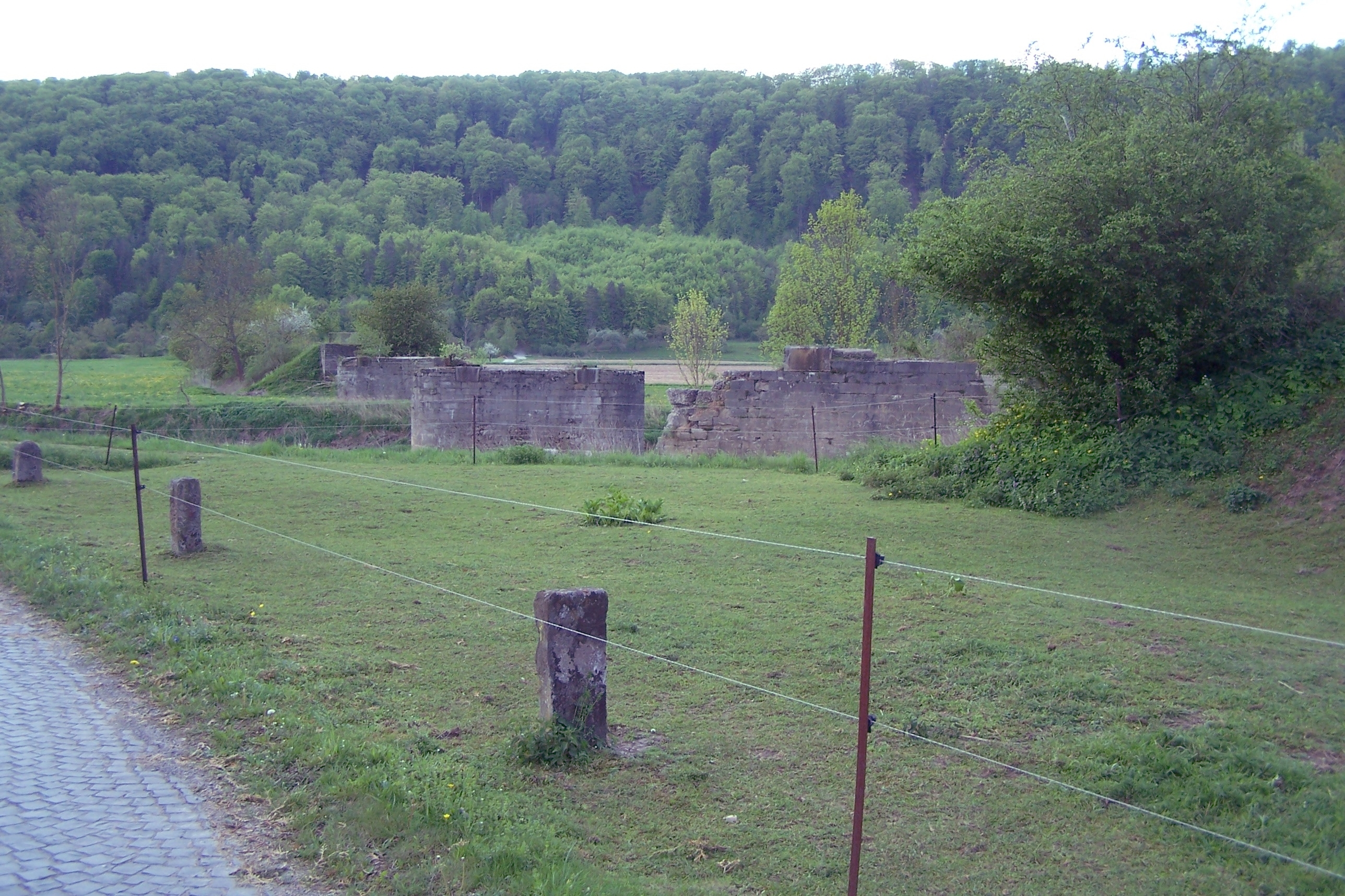
Reste der Werrabrücke bei Falken
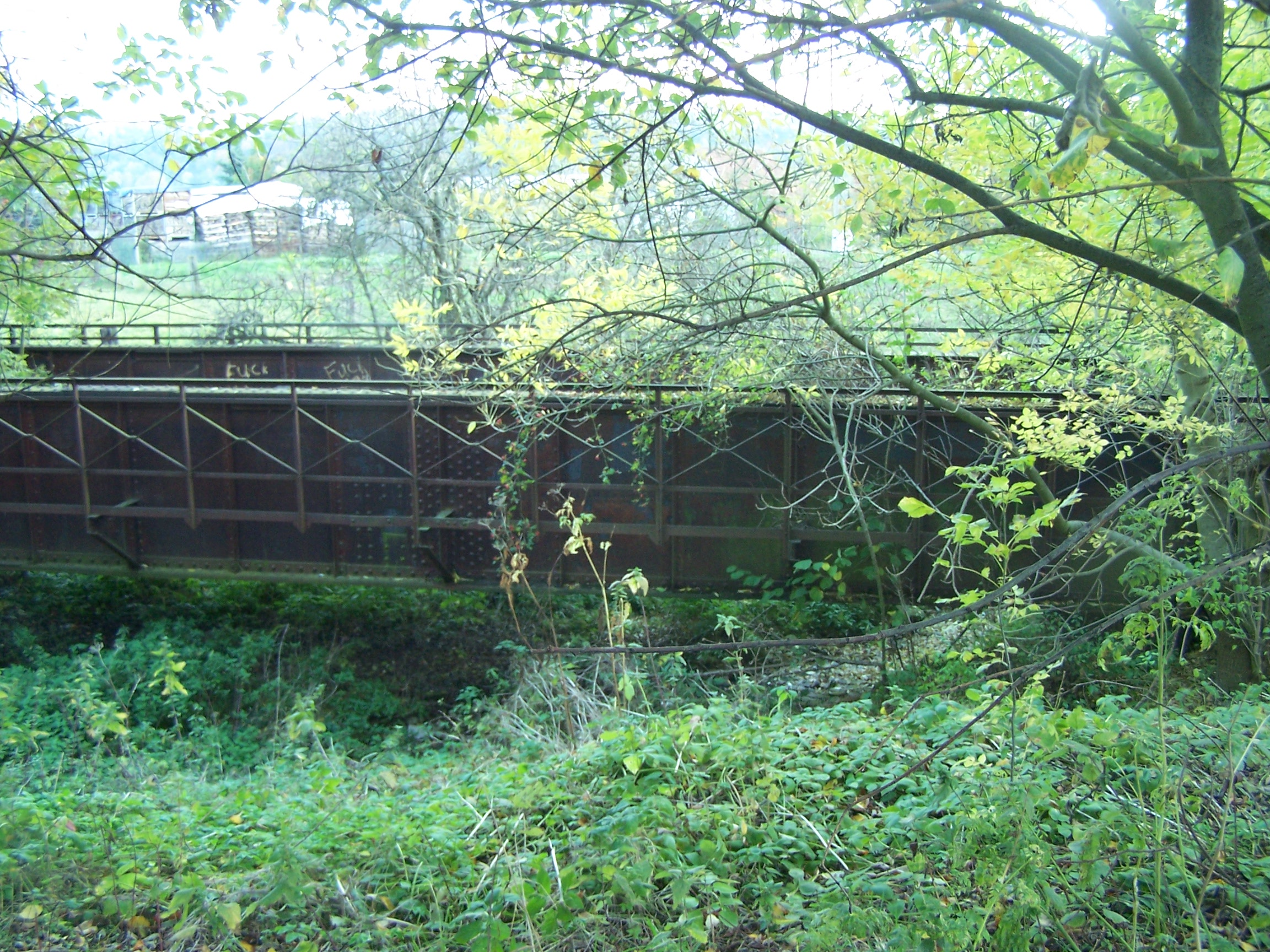
Brückenruine bei Pferdsdorf